# Il racconto dell'antenato. La grande storia dell'evoluzione
Il racconto dell'antenato (sottotitolato Un pellegrinaggio all'alba della vita) è un testo di divulgazione scientifica pubblicato nel 2004 da Richard Dawkins, col contributo dell'assistente alla ricerca Yan Wong. Segue a ritroso il percorso dell'umanità attraverso la storia dell'evoluzione, incontrando i "cugini" viventi dell'umanità mentre convergono all'antenato comune. Nel 2005 il libro ha ottenuto la nomination per il Premio Aventis per libri scientifici.
Nel 2016 viene realizzata la seconda edizione inglese aggiornata da Yan Wong, che diventa coautore dell'opera. Ad oggi non esiste una versione italiana di tale edizione.

## Edizioni
- Richard Dawkins, Il racconto dell'Antenato. La grande storia dell'evoluzione, collana Biologia, Arnoldo Mondadori Editore, 2004,  p. 673, ISBN 0-618-00583-8.